# St. Georgiwold

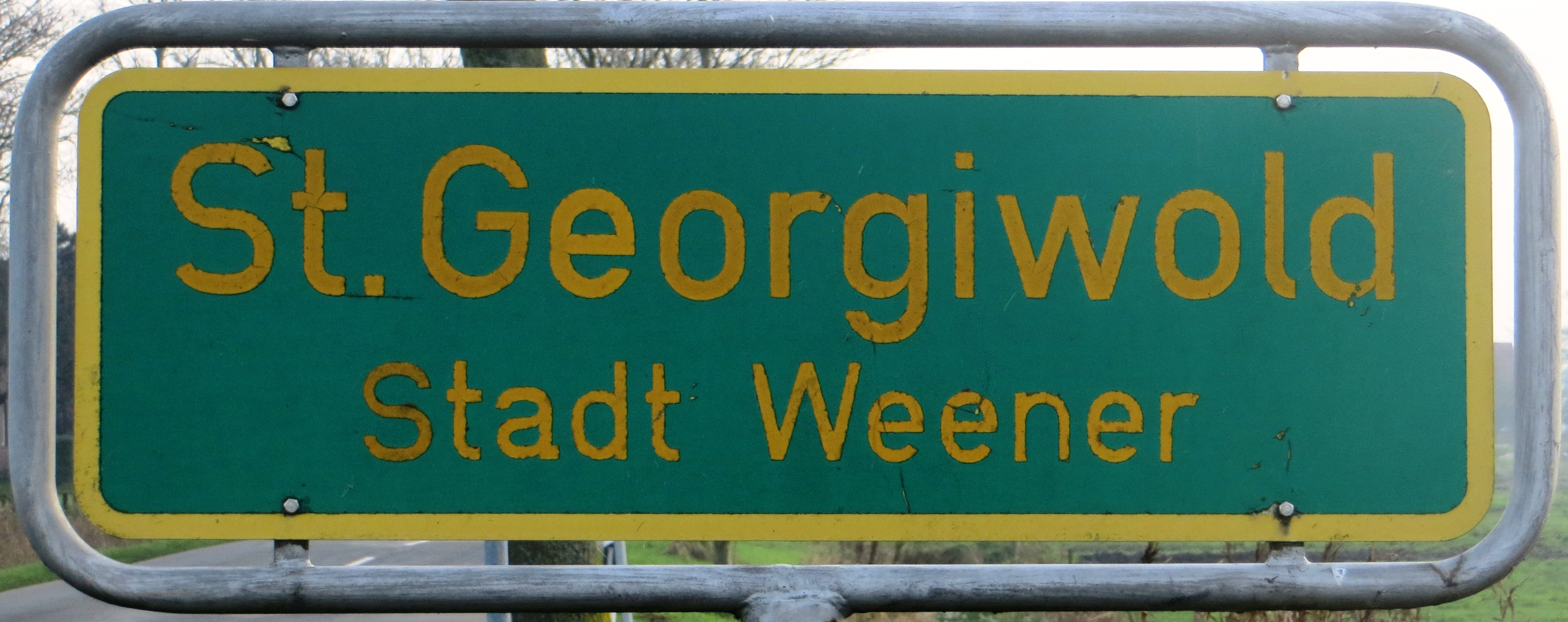
Ortseingangsschild

St. Georgiwold (ostfr. Platt Swartwold) ist der nördlichste Ortsteil der Stadt Weener im ostfriesischen Rheiderland. Der Ort hatte 2017 61 Einwohner.

## Lage und Gebiet
St. Georgiwold ist eine Reihensiedlung. Sie liegt zwischen Weener und Bunderhee in einem abgetorften Hochmoorgebiet auf einer Höhe zwischen 0 und 0,7 m über NN. Insgesamt bedeckt der Ort eine Fläche von 6,75 Quadratkilometer.

## Geschichte
Die Moorgegend nordwestlich von Weener, in der später das Dorf errichtet wurde, wird in den Heberegistern des Klosters Werden neunten bis 10. Jahrhunderts als uppan Uualda bezeichnet. Durch das Moor führte der Middelweg, ein alter Heerweg, der einst von Münster zum Kloster Palmar führte.
Spätestens im 13. und 14. Jahrhundert begann hier die Urbarmachung und Besiedelung durch Aufstreckung. Die so entstandenen Grundstücke hatten eine Breite zwischen 35 und knapp 100 Meter und erreichten mit der Zeit eine Länge von bis zu vier Kilometern.
Aus dieser Zeit wurden östlich des heutigen Dorfkerns zwei Hausplätze des 13./14. Jahrhundert und der der Grundriss einer Kirche aus dem 15. Jahrhundert entdeckt. Diese Siedlung hatte große Probleme mit der Entwässerung, so dass sie in mehreren Schritten an den heutigen Standort verlegt wurde. Im Mittelalter gehörte das Dorf zum Rheiderland. Erstmals wurde St. Georgiwold im Jahr 1450 in einem Bericht an den Bischof von Münster erwähnt, der das kirchliche Leben in Ostfriesland beschreiben sollte. Zu dieser Zeit standen im Rheiderland infolge der Sturmfluten 20 bis 30 Kirchdörfer unter Wasser. Die meisten wurden aufgegeben. Lediglich die Dörfer Wymeer, Boen, Bunderhammrich, Ditzumerhammrich, St. Georgiwold, Böhmerwold, Blijham und Beerta wurden verlegt oder wiederbesiedelt.
Im Jahr 1681 war die Holzkirche in Sündt-Jürgenswoldt, wie der Ort damals hieß, baufällig. Acht Jahre später begann der Bau einer Steinkirche. Auch diese Kirche wurde westlich des alten Standorts errichtet. Sie wurde dem Heiligen Georg geweiht. Weil das Gebäude aufgrund fehlender Fundamentierung ab 1810 absackte, wurde die Kirche im Jahr 1960 auf dem alten Grundriss neu errichtet. Seit der Reformation ist der Ort überwiegend evangelisch-reformiert geprägt. Das Schulgebäude mit Lehrerwohnung wurde im Jahr 1803 durch einen Neubau ersetzt, die einklassige Volksschule am 16. April 1935 aufgelöst. Sankt Georgiwold hatte bis weit in das 20. Jahrhundert große Probleme mit der Entwässerung. Eine Verbesserung dieser Situation trat erst ein, als zwischen 1896 und 1960 Sieltiefe und Schöpfwerke neu errichtet wurden. Zur Zeit des Nationalsozialismus galt das Dorf als Hochburg der NSDAP im Rheiderland. Bei der Reichspräsidentenwahl 1932 erreichte Hitler hier beispielsweise 90,1 % der Wählerstimmen.
Nach dem Zweiten Weltkrieg nahm der Ort eine besonders große Zahl an Heimatvertriebenen auf, die zeitweise 45 % der Bevölkerung stellten. Dies ist wohl darauf zurückzuführen, dass St. Georgiwold als landwirtschaftlich sehr leistungsstark angesehen wurde. Im Zuge der Gemeindegebietsreform wurde das bislang selbständige Dorf am 1. Januar 1973 eingegliedert. Dort ist es der kleinste Ortsteil. Wirtschaftlich ist er auch heute noch stark von der Landwirtschaft geprägt.

## Bevölkerungsentwicklung
| Jahr | Einwohner |
| ---- | --------- |
| 1823 | 140       |
| 1848 | 167       |
| 1871 | 144       |
| 1885 | 169       |
| 1905 | 134       |
| 1925 | 128       |
| 1933 | 121       |
| 1946 | 170       |
| 1961 | 113       |
| 1970 | 98        |
| 2009 | 70        |
| 2017 | 61        |

## Persönlichkeiten
- Reinhard P. W. Smidt (1874–1954), evangelisch-reformierter Pastor